# Hermann Karsten (Botaniker)

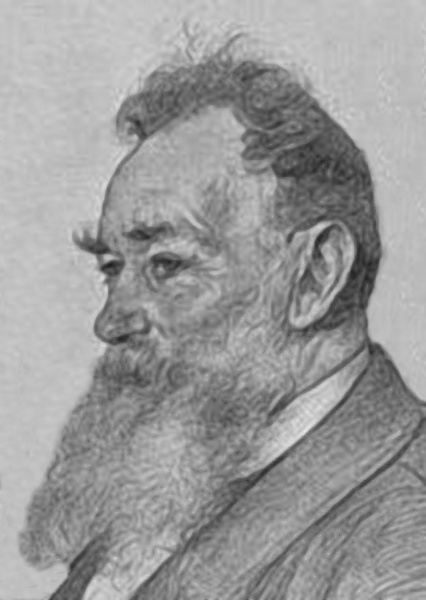
Hermann Karsten, 1894

Karl Hermann Gustav Karsten, auch: Gustav Karl Wilhelm Hermann Karsten (* 6. November 1817 in Stralsund; † 10. Juli 1908 in Zoppot;) war ein preußischer, deutscher Botaniker und Geologe. Sein offizielles botanisches Autorenkürzel lautet „H.Karst.“.

## Kurzbiographie
Hermann Karsten (Nr. 7–4–4 der Geschlechtszählung) entstammte einer weit verzweigten Gelehrtenfamilie aus Mecklenburg und war ein Enkel des Agrarwissenschaftlers Lorenz Karsten (1751–1829). Er wurde als Sohn des Gutspächters, Königl. preuß. Regierungssekretärs und Kanzleirates Christian Karsten (1785–1847) und dessen Frau Dorette Cierow (1792–1824) in Stralsund geboren. Er studierte in Rostock und Berlin und bereiste von 1843 bis 1847 und nochmals von 1848 bis 1856 Südamerika, wo er unter anderem in Venezuela, Neugranada, Ecuador und Kolumbien war. Danach lehrte er als außerordentlicher Professor der Botanik in Berlin und von 1868 bis 1872 im selben Fach als ordentlicher Professor in Wien,  wo er ein Laboratorium gründete. Er lebte dann in der Schweiz und Berlin und begründete in Berlin ebenfalls ein pflanzenphysiologisches Laboratorium.
Hermann Karsten war zweimal verheiratet. Von seinen drei Kindern wurde nur die Tochter Rose Karsten (* 1860) älter als zehn Jahre.
Karsten war Vetter des gleichnamigen Mineralogen Hermann Karsten (1809–1877) und des Physikers Gustav Karsten (1820–1900).
Im Jahr 1844 wurde er zum Mitglied der Leopoldina gewählt.

## Werke (Auswahl)
- —, C. F. Schmidt (Ill.): Auswahl neuer und schön blühender Gewæchse Venezuela’s. Verlag der Deckerschen geheimen Ober-Hofbuchdruckerei, Berlin 1848. – Volltext online.
- Verzeichniß der im Rostocker academischen Museum befindlichen Versteinerungen aus dem Sternberger Gestein. Adler, Rostock 1849. – Volltext online.
- —, Hugo von Mohl (Widmungsempfänger): Das Geschlechtsleben der Pflanzen und die Parthenogenesis. Verlag der Königlichen Geheimen Ober-Hofbuchdruckerei, Berlin 1860. – Volltext online.
- Florae Columbiae terrarumque adiacentium specimina selecta in peregrinatione duodecima annorum observata. Dümmler, Berlin 1861 und 1869. – 
  - Band 1 online, Digitalisierte Ausgabe Band 1
  - Band 2 online, Digitalisierte Ausgabe Band 2
- Lehrbuch der Krystallographie. Voss, Leipzig 1861. – Volltext online.
- Gesammelte Beiträge zur Anatomie und Physiologie der Pflanzen. Band 1. 1843–1863. Dümmler, Berlin 1865. – Volltext online.
- Chemismus der Pflanzenzelle. Eine morphologisch-chemische Untersuchung der Hefe mit Berücksichtigung der Natur, des Ursprunges und der Verbreitung der Contagien. Braumüller, Wien 1869. – Volltext online.
- Deutsche Flora. Pharmazeutisch-medizinische Botanik. Ein Grundriss der systematischen Botanik zum Selbststudium für Ärzte, Apotheker und Botaniker. Spaeth, Berlin 1880–1883. – Volltext online.
- Illustrirtes Repetitorium der pharmaceutisch-medicinischen Botanik und Pharmacognosie. Springer, Berlin 1886.
- Flora von Deutschland, Oesterreich und der Schweiz mit Einschluss der fremdländischen medicinisch und technisch wichtigen Pflanzen, Droguen und deren chemisch-physiologischen Eigenschaften. Für alle Freunde der Pflanzenwelt. Band 1. 2., vermehrte und verbesserte Auflage. Köhler, Gera-Untermhaus 1895. – Volltext online.